# Битка код Ла Плате
Битка код Ла Плате (13. децембар 1939) била је прва већа поморска битка у Другом светском рату. Немачки џепни бојни брод Адмирал Граф Шпе, који је патролирао јужним Атлантиком, пронашле су крај естуара реке Ла Плате у Јужној Америци три мање британске крстарице: Ахилес, Егзитер и Ајакс.
Током битке, Егзитер је претрпео тешка оштећења, те је присиљен на повлачење. Ајакс и Ахилес присилили су Граф Шпеа да се повуче у неутралну луку Монтевидео. Након веома напетог периода капетан Граф Шпеа, Ханс Лангсдорф, наредио је да посада сама потопи свој брод уместо да поновно уђе у битку. Битка је била велики пропагандни ударац за Немце.

## Позадина
Упућен августа 1939. у Атлантски океан да води крстарички рат, немачки џепни бојни брод Адмирал Граф Шпе (10.000 т, 6 топова од 280 мм, 8 од 150 мм, 8 торп. цеви од 533 мм, 2 хидроавиона, брзина 26 чворова) под командом капетана бојног брода Ханса Лангсдорфа напао је 2. децембра у јужном Атлантику британски трговачки брод Doric Star који је, пре него што је потопљен, обавестио о сусрету ратне бродове. Британска тешка крстарица Егзитер (8.390 т, 6 топова од 203 мм, 6 торпедних цеви од 533 мм, 2 хидроавиона, брзина 32 чвора) и лаке крстарице Ахилес и Ајакс (6.985, односно 7.030 т, по 8 топова од 152 мм, 8 торпедних цеви, 2 хидроавиона, брзина 32.5 чворова) под командом комодора Хенри Харвуда, успоставиле су 13. децембра нешто после 6 часова оптички додир са немачким бродом.

## Битка
Посада Адмирал Граф Шпеа је на почетку посумњала да су, осим Егзитера, друге две лаке крстарице мањи разарачи који су штитили конвој. Граф Шпе отвара ватру из својих 280 mm топова у 06:14, са 23.000 м. Користећи се већом брзином својих бродова, Харвуд дели снаге и врши обухват противника, а отвара ватру кад се одстојање смањило на 17-18.000 м. Егзитер се окреће према северозападу, док Ајакс и Ахилес заједно према североистоку. Граф Шпе је у почетку борбе тукао сва три британска брода. Касније концентрише ватру на тешку крстарицу Егзитер, сматрајући је најопаснијом, али Ајакс и Ахилес, ангажовани само немачком средњекалибарском артиљеријом једног бока, погађају немачки бојни брод и приморавају га да од 6 часова и 30 минута ангажује половину своје тешке артиљерије против њих.
Пловећи на запад паралелно с британском тешком крстарицом Егзитер бојни брод Адмирал Граф Шпе снажно ју је тукао својим најјачим топовима, а новозеландска крстарица Ајакс све је више заостајала. Око 07:16, удаљен око 15.000 м од противничких лаких крстарица, немачки бојни брод полаже димну завесу и нагло скреће према британској тешкој крстарици Егзитер у намери да је коначно потопи. Премда на британској крстарици делују само два топа, остали су оштећени, посада Егзитера тако добро гађа да је Граф Шпе морао устукнути и удаљити се. Истовремено британска лака крстарица Ахилес и новозеландска лака крстарица Ајакс успевају смањити раздаљину и сада оне туку све прецизније по немачком броду. Изгледало је да су у том тренутку Нијемци изгубили живце и да више не знају на коју страну да узврате паљбу.
Ипак, заповједник бојног брода Адмирал Граф Шпе Ханс Лангсдорф усмерио је паљбу на лаке крстарице и у 07:25 граната од 280 mm погађа Ајакс и уништава му обје крмене артиљеријске куле. Истовремено погођен је и Егзитер који је остао без топова и више није могао да узврати по Адмиралу Граф Шпеу. Британске крстарице биле су приморане да се удаље од немачког бојног брода и да брзо изврше поправке не би ли поново могле да уђу у битку с још неоштећеним немачким бојним бродом.
Нејасно је зашто се немачки бојни брод изненада склонио у неутралну луку Монтевидеа, а није боље искористио своје бојне могућности и предности. У складу са тадашњим међународним прописима бојни брод смео је да остане у неутралној луци највише 24 сата, немачки амбасадор успео је да избори тражених 72 сата, а опет није јасно зашто су се британске дипломате у Монтевидеу томе жестоко противиле, кад је Британцима више одговарало да Адмирал Граф Шпе остане у луци што дуже. Наиме, у помоћ озбиљно оштећеној британској бојној групи хитала је британска тешка крстарица Камберленд од 10.000 тона с осам топова од 203 mm.  Камберленд је била нешто јача од Егзитера и једина је била у могућности да помогне док су сви остали британски ратни бродови били на хиљаде миља далеко.
Намера Немаца сада је била јасна: требало је да се пробију према луци Буенос Ајрес где би аргентинске власти биле много попустљивије према немачком бојном броду. Но, 17. децембра стигла је тешка крстарица Камберленд. Немачки џепни бојни брод Адмирал Граф Шпе полако је око 18.15 часова почео напуштати луку праћен немачким теретним бродом Такома. Сви су помислили да ће се на пучини испред Уругваја развити још један поморски бој, али догодило се супротно. Око 1956 на Адмирал Граф Шпеу зачуле су се снажне експлозије, у првом тренутку Британци су помислили да брод отвара паљбу, но није било тако. Експлозив на броду је активирао лично капетан Лангсдорф желећи на овај начин да избегне могуће губитке међу члановима посаде.

## Последице
Адмирал Граф Шпе је потонуо у плитким водама и засео на дно тако да су му горњи делови остали над површином. Посада је спашена и пребачена у Аргентину, а заповедник Лангсдорф се три дана касније убио из свог пиштоља у једном хотелу огрнут заставом немачке царске морнарице из Првог светског рата оставивши писмо следећег садржаја: Лично сносим одговорност за потапање брода Адмирал Граф Шпе. Сретан сам да својим животом плаћам сваку алузију на част заставе под којом је брод пловио.